# Турукта
Турукта (якут. Турукта) — село в Ленском районе Республики Саха (Якутия) России. Входит в состав Нюйского наслега.

## География
Село находится в юго-западной части Якутии, в пределах Приленского плато, на левом берегу реки Лена, на расстоянии примерно 85 км (по прямой) к востоку-юго-востоку (ESE) от города Ленск, административного центра района. Абсолютная высота — 131 м над уровнем моря.
Климат
Климат характеризуется как резко континентальный, с морозной зимой и относительно жарким летом. Средняя температура воздуха самого тёплого месяца (июля) составляет 22 °C; самого холодного (января) — −32 °C. Основное количество атмосферных осадков (75-80 % от годовой суммы) выпадает в период с апреля по октябрь. Снежный покров держится в течение 200—210 дней в году.
Часовой пояс
Село Турукта находится в часовой зоне МСК+6. Смещение применяемого времени относительно UTC составляет +9:00.

## Население
| 2002 | 2010 | 2021 |
| ---- | ---- | ---- |
| 210  | ↘202 | ↘156 |

Половой состав
По данным Всероссийской переписи населения 2010 года в гендерной структуре населения мужчины составляли 56,4 %, женщины — соответственно 43,6 %.
Национальный состав
Согласно результатам переписи 2002 года, в национальной структуре населения русские составляли 73 % из 210 чел.

## Улицы
- ул. Боровая,
- ул. Клубная,
- ул. Набережная,
- пер. Почтовый,
- ул. Центральная[9].

## Инфраструктура
В селе функционируют средняя школа, дом культуры, библиотека и фельдшерско-акушерский пункт.

## Достопримечательности
В селе установлен Памятник воинам-землякам, погибшим в годы Великой Отечественной войны. Расположен на Центральной улице.